# Wappo
Wappo (Ashochimi) je pleme Yukian Indijanaca iz današnjeg okruga Napa u Kaliforniji, oko 1,000 (1700), danas (2000) oko 250 nastanjenih na rezervatima Coyote Valley, Dry Creek Rancheria s Pomo Indijancima, rezervatu Round Valley, i u okrugu Okrug Sonoma. Wappo su bili sjedilačko pleme lovaca i sakupljača, podijeljeni u više lokalnih skupina, to su, viz.: 
- Central Wappo (5 sela): Maiyakama, Męlka'wa-hotsa-noma, Mutistul, Nihlektsonoma, Tselmenan;
- Lile'ek, (2 sela): Daladan, Kabetsawam;
- Northern Wappo (3 sela): Lok-noma, Petinoma, Uyuhanoma;
- Southern Wappo (4 sela): Anakota-noma, Kaimus, Tsemanoma, Wilikos;
- Western Wappo (14 sela): Ashaben, Gayechin, Hol-tcu'kolo, Koloko, Malalachahl, Nęts-tul, Oso'yűk-eju, Owotęl-pęti, Pipoholma, Shęi-kana, Shimela, Tsi'mitu-tso-noma, Tekenan-tso-noma, Unutsa'wa-holma-noma.

## Ime
Ime Wappo amerikanizam je španjolske riječi Guapo. "brave," kojima im je dan zbog izuzetno tvrdoglavog i tvrdokornog otpora vojnim napadima Španjolaca. Drugi poznati naziv je Ashochimi, kojega kao Ash-o-chi-mi (1877.) koristi Powers. Taylor (1860.-'63.) ih naziva Soteomellos i Sotomieyos.

## Etnografija

### Odjeća
Wappo Indijanci nisu nosili odjeće, ili je bilo toliko oskudna koliko je to moguće, i uglavnom je to bio nakit. Izrađivali su ga od kostiju, školjaka kao i biljnih vlakana. Do školjaka su morali dolaziti, ili putovanjem do oceana, ili bi ih nabavljali trgovinom.

### Lov i sakupljanje
Do hrane su Wappoi dolazili lovom (jelen, medvjed, ptica, vjeverica), ribolovom (losos, oni ga nazivaju melkawa) i sakupljanjem žira i raznog bilja, insekata, među kojima skakavca, i gusjenica.

### Materijalna kultura

#### Košare
Wappoi ne zaostaju u košaraštvu iza drugih tamošnjih plemena. Materijal što su ga koristili pronalazili su po dolinama, vrba, judino drvo (porodica Legume; poznato i kao 'redbud', ili u njihovom jeziku phopiel), i šaš. Košare su među ostalim imale i namjenu za kuhanje hrane, a u nju se ponekad upletalo i perje, te dekorirane zrncima školjaka, što su Indijanci sakupljali uz obalu. -Ove košare naravno morale su biti vodonepropusne, i bile su. 

### Sela i kuće
Ljetne kuće su i jednostavni štitnici od granja, dok bi zimi gradili čvršća zdanja od granja i blata. -Sela Wappoa nalazila su se u blizini potoka a imala su parna kupatila 'sweat houses' i 'Brush Dance House', kolibu za održavanje plesnih svečanosti. Sela su mogla imati nekih 40-50 obitelji. Kuće Wappoa nisu se nikada čistile, kada se više ne bi moglo živjeti u njoj spalili bi je, i podigli novu.

## Vanjske poveznice
- Wappo  Arhivirana inačica izvorne stranice od 7. siječnja 2007. (Wayback Machine)
- Wappo Indians (Dječja stranica)  Arhivirana inačica izvorne stranice od 27. travnja 2006. (Wayback Machine)
- Wappo Indians of Napa County  Arhivirana inačica izvorne stranice od 3. listopada 2006. (Wayback Machine)
- The Legend of the Geysers